# クロード・ロワ
クロード・ロワ（Claude Roy、1915年8月28日 - 1997年12月13日）はフランスの作家であり、詩、小説、文学・美術評論、児童文学、演劇、紀行、ルポルタージュなど幅広い分野で活躍した。学生時代に右派の思想に傾倒したが、アラゴン、ジッド、エリュアールらとの出会いを機に共産党に入党。共産党の対独レジスタンス・グループ国民戦線の一派として南仏の自由地域で結成された全国作家委員会 (CNE) に参加して地下出版物を編纂・配布し、詩を発表し始めた。1944年8月のパリ解放に参加してルポルタージュを発表し、大きな反響を呼んだ。主な著書にシュペルヴィエル、アラゴン、スタンダールなどの文学者や、ゴヤ、ピカソ、クレー、バルテュスなどの芸術家に関する評論、アメリカ、中国に関するルポルタージュ、回想録三部作、詩集『時の縁りで』、『暁の暗闇』、『忍び跫の詩篇』などがある。1985年に第1回ゴンクール詩人賞を受賞した。

## 生涯

### 背景
クロード・ロワは1915年8月28日、クロード・オルランとしてパリのプチブルジョワ家庭に生まれた。父はスペイン生まれの画家で、母はシャラント県出身であった。まもなく、シャラント県ジャルナック、次いで同じ県内のアングレームに越した。ジャルナック出身で1歳年下のフランソワ・ミッテランとは子ども時代からの知り合いであり、回想録で「彼も私も熱心な読書家だった」と語っている。

### モーラス思想への傾倒
ソルボンヌ大学法学部に入学し、すでに学生時代から雑誌・新聞に寄稿し始めた。当初は王党派右翼のシャルル・モーラスの思想に傾倒し、1935年にモーラスが主宰したアクション・フランセーズ学生連盟の月刊機関紙『フランス学生』、次いで機関紙『アクション・フランセーズ』や『ルヴュ・ユニヴェルセル（世界評論）』に寄稿。さらに、同じくアクション・フランセーズのジャン・ド・ファブレーグ、ジャン＝ピエール・マクサンスらを中心とする「青年右派」に関わり、機関紙『反乱者』やファブレーグが主宰する『ルヴュ・ドュ・シエークル（世紀評論）』誌に寄稿した。これらの雑誌には、当時、モーリス・ブランショも寄稿しており、クロード・ロワはブランショと同じ道を歩んでいる。すなわち、極右への傾倒と転向である。1936年に詩人ジュール・シュペルヴィエルを介して極右週刊紙『ジュ・スイ・パルトゥ（私は偏在）』の編集長ロベール・ブラジヤックと知り合い、同紙に寄稿。多くの記事を書いたが、反ユダヤ主義的な傾向は一切なく、すべて文学に関するものであり、実際、戦間期に外国文学を積極的に紹介したことで国際的に知られることになった『新フランス評論』誌にも多数の記事を寄せている。これはジャン・ポーランが戦前・戦後の30年にわたって編集長を務めた文芸誌であり、以後、ポーランと親交を深めることになった。

### 第二次大戦下 - 模索の時期から共産党入党・対独抵抗運動へ
第二次大戦が勃発すると、第503戦車連隊に配属され、ムーズ県での激戦に参加。独仏休戦協定（1940年6月22日）の数日前にヴェルダン近くで捕虜にされたが（この戦功により、終戦時にクロワ・ド・ゲール勲章受章）、10月に逃亡し、数週間後にパリに戻った。この間、『ジュ・スイ・パルトゥ』紙が対独協力に走ったことに衝撃を受け、これまでの右派との関わりを断ち、ポーランと（書店を経営して文学者が集まる場を提供していた）アドリエンヌ・モニエの尽力で偽造身分証明書を入手して南仏の自由地域に向かった。ヴィシー（オーヴェルニュ＝ローヌ＝アルプ地域圏、アリエ県）を経てマルセイユ（プロヴァンス＝アルプ＝コート・ダジュール地域圏、ブーシュ＝デュ＝ローヌ県）に到着し、ヴィシー政権下の保健・青年省で働いていた現代音楽の作曲家ピエール・シェフェールらによって結成され、哲学者のエマニュエル・ムーニエが顧問を務めていた「若きフランス」に参加し、映画監督のロジェ・レーナルト、劇作家のピエール・バルビエ、ジャーナリスト・作家のアルベール・オィヴィエとともに国営ラジオ局の文化番組を担当した。また、『ルヴュ・ユニヴェルセル』紙、『アクション・フランセーズ』紙、『カンディード』紙から、『フィガロ』紙、文芸誌『コンフリュアンス』、（詩人マックス＝ポル・フーシェによってアルジェで創刊された）『フォンテーヌ』誌など右派・左派を問わず多くの雑誌・新聞に寄稿した。1941年10月にニースでアンドレ・ジッド、および彼と親しくしていた作家のマリア・ファン・レイセルベルヘ（画家テオ・ファン・レイセルベルヘの妻）に出会った。レイセルベルヘによると、クロード・ロワは、戦前は明らかに右派であったが、戦中にはいかなる党派・団体にも属さずに、すべての方向性を模索していたという。
転機となったのは1943年のルイ・アラゴンとの出会いであった。アンドレ・ブルトンらとともにシュルレアリスムの運動を牽引した後、運動を離れて共産党の機関紙を主宰したアラゴンは、この頃、妻で女性初のゴンクール賞受賞作家エルザ・トリオレとともに南仏に逃れ、共産党の対独レジスタンス・グループ国民戦線の一派として全国作家委員会 (CNE) を結成し、委員長を務めていた（北部のドイツ軍占領地域では、これに先立って1939年にドイツ学者ジャック・ドクール、哲学者ジョルジュ・ポリツェル、物理学者ジャック・ソロモンが全国作家委員会を結成していた）。南部の全国作家委員会にはピエール・セゲルス（後にクロード・ロワの詩集を刊行）、ジャン・カスー、クロード・アヴリーヌ、ルイ＝マルタン・ショフィエ、ジャン・プレヴォー、アンドレ・ルソーらの作家が参加していた。クロード・ロワはこの委員会を通じて、レジスタンスの作家による地下出版活動に参加。さらに、アラゴンおよび彼とシュルレアリスム、共産主義の活動をともにしてきたジョルジュ・サドゥールを介して共産党に入党した。1939年8月23日の独ソ不可侵条約締結を機に、共産党の機関紙はダラディエ内閣によって発禁処分を受けたために、クロード・ロワは地下出版された『リュマニテ』紙を配布し、また、1941年にジャン・ポーランと全国作家委員会のジャック・ドクールが創刊した地下出版の週刊新聞『レットル・フランセーズ (フランス文学)』の編纂を作家クロード・モルガンとともに担当した。この活動からさらに戦時中に詩「自由」を発表して国民を鼓舞した詩人ポール・エリュアールと出会った。エリュアールもシュルレアリストであったが、アラゴンの共産党活動を機に彼と決別し、レジスタンスの活動を通して10年ぶりの再会を果たしたばかりであった。1944年6月、地下活動のために警察の手入れを受け、北部へ逃亡。パリ近郊のバニュー（オー＝ド＝セーヌ県）やノーフル＝ル＝シャトー（イヴリーヌ県）に隠れ住んで活動を続けた。1944年8月のパリ解放に参加し、『蜂起したパリで目を開けて』と題するルポルタージュを発表し、大きな反響を呼んだ。さらに、連合軍の従軍記者としてドイツに向かい、ベルゲン・ベルゼン強制収容所での取材記事などを『国民戦線』紙に発表した。1945年1月に対独協力者として死刑判決を受けたロベール・ブラジヤックの特赦を求めるモーリアック、ヴァレリー、ポーラン、ジャン・コクトー、コレットら知識人のド・ゴールに対する請願書に署名したが、共産党の圧力を受けて撤回せざるを得なかった。実際、全国作家委員会がパリ解放後の対独協力者の追放・粛清（エピュラシオン）の一環として『レットル・フランセーズ』紙上に対独協力作家のブラックリストを発表したことは、同紙編集長のポーランの辞任をはじめとして対独抵抗作家の間に分裂を生むことになった。

### 戦後 - 政治活動を中心に
戦後は、アラゴン、エリュアール、ピカソらの共産党員を介して知り合ったピエール・クールタード、エマニュエル・ダスティエ、ロジェ・ヴァイヤン、同じくレジスタンスに参加し、パリ6区サン＝ブノワ通りのマルグリット・デュラス宅に集まったロベール・アンテルム、ディオニス・マスコロ、エドガール・モラン、モーリス・メルロー＝ポンティらの知識人らへと交友を広め、戦前に始めた詩作やルポルタージュのほか、小説や評論（主に文学論と芸術論）の執筆にも取りかかり、国外（ロンドン、ウィーン、イタリア、スイス、米国、中国、韓国）で取材する機会も増えた。こうした経験はルポルタージュだけでなく、旅行記や回想録にも記している。とりわけ、戦後に激動期を迎えた米国と中国については、それぞれ『アメリカの鍵』、『中国の鍵』（邦題『毛沢東 ― 新中国の鍵』）を著した。特に中国文化に造詣の深い彼は、蘇軾（蘇東坡）、趙無極などを紹介する著書も発表している。また、文学論、芸術論ともに古典から現代まで、原始芸術から前衛芸術まで広範に対象としている。これらは主に『ヌーヴェル・オプセルヴァトゥール』（現『ロプス』）に掲載された後にガリマール社から刊行された。
共産党員としても冷戦期の党内の主な論争に参加し、たとえば、ベトナム（フランス領インドシナ）に派遣された水兵アンリ・マルタンが戦争反対を表明したために懲役5年を言い渡されたことに対して、本土でジャン＝マリー・ドムナック、ジャン・コクトー、ジャン＝ポール・サルトルらとマルタン釈放の運動を起こし（このアンリ・マルタン事件はベトナム反戦運動が広がる契機となった）、1952年から56年までは全国作家委員会の運営委員を務めた。1956年10月には、サルトル、ヴェルコール、ヴァイヤン、ジャック・プレヴェールとともにソ連軍によるハンガリー動乱の鎮圧に反対する運動を起こし、『ル・モンド』紙に「口を開かなければならない、そして心も」と題する記事を掲載。このために共産党を除名された。1958年、ド・ゴールが政権に復帰したことは、クロード・ロワには「ファシズムの危機」と思われ、再び共産党に入党しようとしたが、6月16日にハンガリー動乱でソ連軍の侵攻に抵抗した政治家ナジ・イムレが処刑されたのを機に、党との関わりを一切断つことになった。
1955年11月にディオニス・マスコロ、ロベール・アンテルム、ルイ＝ルネ・デ・フォレ、エドガール・モランによって結成された知識人による「アルジェリア戦争継続に反対する行動委員会」に参加。1960年にアルジェリア戦争におけるフランス軍による拷問を非難し、政府に良心的兵役拒否を尊重するよう呼びかける「アルジェリア戦争における不服従の権利に関する宣言」と題する「121人のマニフェスト」に署名した。
フランスで五月革命が起こった1968年、クロード・ロワはこの運動には直接参加することはなかった。チェコスロバキアでプラハの春を取材していたからである。このときミラン・クンデラに出会い、反体制派を支持。こうした姿勢から、1971年に『毛沢東の新しい制服』を発表した中国学者のシモン・レリスとともに、文化大革命という神話の解体に取り組んだ。文化大革命の内実を明らかにしたこうした仕事は、当時はまだ毛沢東主義に大きな希望を見いだしていたフランスの知識人から厳しく非難されることになった。
1980年代に肺がんを患ってからは、政治活動はもとより、公の場から身を引き、執筆、特に詩作に専念した。1997年12月13日、パリにて死去、享年82歳。

## 受賞・栄誉
- 1944年、クロワ・ド・ゲール勲章
- 1976年、回想録『要するに』でサン＝シモン賞（フランス語版） - ルイ十四世の時代の回想録を書いたサン・シモン公爵（ルイ・ド・ルヴロワ・ド・サン＝シモン（フランス語版））に因んで1975年に創設された賞
- 1985年、第1回ゴンクール詩人賞
- 1990年、回想録『旅人の驚き』でフランス・キュルチュール賞（フランス語版） - ラジオ・フランス運営の「フランス・キュルチュール」が1979年に創設した文学賞

## 著書
以下、邦題のうちボールドは邦訳が出版されているもの。これら以外は仮訳。著書のほとんどがガリマール社から出版されている。

### 詩
| 邦題                                     | 原題                                                       | 書誌情報                                                                              |
| ---------------------------------------- | ---------------------------------------------------------- | ------------------------------------------------------------------------------------- |
| 芸術の幼少期                             | L'Enfance de l'Art                                         | Alger, Fontaine (Max-Pol Fouchet), 1942                                               |
| 陽光のように澄み切って                   | Clair comme le jour                                        | René Julliard Sequana, 1943                                                           |
| 恋人たちの動物誌                         | Le bestiaire des amants                                    | Neuchâtel, Ides et Calandes, 1946                                                     |
| 短調の詩人                               | Le Poète mineur                                            | Gallimard, 1949（これまでに発表された詩を所収）                                       |
| 常套句の哀歌                             | L'Élégie des lieux communs                                 | Rougerie, 1952                                                                        |
| たった一つの詩                           | Un seul poème                                              | Gallimard, 1954                                                                       |
| 詩情                                     | Poésies                                                    | Poésie/Gallimard, 1953（序文：ピエール・ガルデ (Pierre Gardais)、ジャック・ルーボー） |
| 海までまだ遠いかどうか、わかる?          | Sais-tu si nous sommes encore loin de la mer ?             | Gallimard, 1979, Poésie/Gallimard, 1983（序文：）                                     |
| 時の縁りで                               | À la lisière du temps                                      | Gallimard, 1984                                                                       |
| 一石日和、雲の切れ間                     | Temps variable avec éclaircies                             | Gallimard, 1985                                                                       |
| 秋の旅                                   | Le Voyage d’automne                                        | Gallimard, 1987                                                                       |
| 暁の暗闇                                 | Le Noir de l’aube                                          | Gallimard, 1990                                                                       |
| 詩の盗人 ― 中国、中国人から盗んだ詩250篇 | Le Voleur de poèmes : Chine, 250 poèmes dérobés du chinois | Mercure de France, 1991                                                               |
| 沈黙の歩み、事前の詩                     | Les Pas du silence, suivi de Poèmes en amont               | Gallimard, 1993                                                                       |
| 忍び跫の詩篇                             | Poèmes à pas de loup, 1992-1996                            | Gallimard, 1997                                                                       |

### 小説
| 邦題                             | 原題                               | 書誌情報                        |
| -------------------------------- | ---------------------------------- | ------------------------------- |
| 夜は貧者のマント                 | La nuit est le manteau des pauvres | Gallimard, 1948 ; (改訂版) 1968 |
| 是非はともかく                   | À tort ou à raison                 | Gallimard, 1955                 |
| 大地を照らす太陽                 | Le Soleil sur la terre             | Gallimard, 1956                 |
| 愛する不幸                       | Le Malheur d’aimer                 | Gallimard, 1958, Folio, 1974    |
| レオーヌと仲間たち               | Léone et les siens                 | Gallimard, 1963                 |
| 逃亡者                           | La Dérobée                         | Gallimard, 1968                 |
| ポン・デ・ザール（芸術橋）を渡る | La Traversée du Pont des Arts      | Gallimard, 1979, Folio, 1983    |
| 遠い友                           | L’Ami lointain                     | Gallimard, 1987, Folio, 1990    |

### 文学評論
| 邦題                                         | 原題                                              | 書誌情報                                                       |
| -------------------------------------------- | ------------------------------------------------- | -------------------------------------------------------------- |
| アラゴン                                     | Aragon                                            | Seghers, « Poésie 45 », 1945                                   |
| マリヴォーを読む                             | Lire Marivaux                                     | Neuchâtel, La Baconnière, 1947                                 |
| 評論                                         | Descriptions critiques                            | Gallimard, 1949                                                |
| スタンダール                                 | Stendhal par lui-même                             | Collections Microcosme "Écrivains de toujours", Le Seuil, 1951 |
| 古典の貿易                                   | Le Commerce des classiques                        | Gallimard, 1953                                                |
| 演劇への愛                                   | L’Amour du théâtre                                | Gallimard, 1956                                                |
| 幸福な手                                     | La Main heureuse                                  | Gallimard, 1957                                                |
| ヴィクトル・ユーゴー伝                       | La Vie de Victor Hugo racontée par Victor Hugo    | Julliard, 1958                                                 |
| あの男                                       | L’Homme en question                               | Gallimard, 1960                                                |
| シュペルヴィエル                             | Supervielle                                       | Seghers, Coll. Poètes d'aujourd'hui, N 15, 1964                |
| 文学の擁護                                   | Défense de la littérature                         | Gallimard, 1968                                                |
| ロマン主義の太陽                             | Les Soleils du romantisme                         | Gallimard, 1974、ロマン主義の作家論                            |
| 神を求める者たち ― 信仰と政治                | Les Chercheurs de dieux. Croyance et politique    | Gallimard, 1981                                                |
| ジャン・ヴィラール                           | Jean Vilar                                        | Calmann-Lévy, 1987、俳優、劇団主宰者ヴィラール論               |
| 千年王国から来た友 ― 蘇軾（蘇東坡）1037-1101 | L’ami qui venait de l’an mil, Su Dongpo 1037-1101 | Gallimard, 1993                                                |
| 詩人の仕事                                   | Le Travail du poète                               | Paroles d’Aube, 1993                                           |
| 詩人たちの会話                               | La Conversation des poètes                        | Gallimard, 1993                                                |

### 芸術評論
| 邦題                                                | 原題                                                                           | 書誌情報                                                                          |
| --------------------------------------------------- | ------------------------------------------------------------------------------ | --------------------------------------------------------------------------------- |
| 絵画への愛 ― ゴヤ/ピカソの世界                      | L’Amour de la peinture                                                         | Gallimard, 1955, Folio essais, 1987                                               |
| 趙無極                                              | Zao Wou-ki                                                                     | Éditions Georges Fall, 1957; Le Musée de Poche, 1970, Editions Cercle d'Art, 1988 |
| ジャニー・デュメニル                                | Jeannie Dumesnil                                                               | Éditions Galerie Craven, 1959、抽象画家デュメニル論                               |
| 幻想芸術                                            | Arts fantastiques                                                              | Encyclopédie Essentielle Robert Delpire, 1960                                     |
| パウル・クレー、絵画の源泉へ                        | Paul Klee, aux sources de la peinture                                          | Le Club français du Livre, 1963                                                   |
| 芸術の源泉（第1巻）原始芸術、未開の芸術             | L'Art à la source, tome I : Arts premiers, arts sauvages                       | Gallimard, 1992                                                                   |
| 芸術の源泉（第2巻）バロック芸術、古典芸術、幻想芸術 | L'Art à la source, tome II : Arts baroques, arts classiques, arts fantastiques | Gallimard, 1992                                                                   |
| 評伝 バルテュス                                     | Balthus                                                                        | Gallimard, 1996                                                                   |

### 回想録・自伝
| 邦題                   | 原題                                | 書誌情報                                      |
| ---------------------- | ----------------------------------- | --------------------------------------------- |
| 私は…                  | Moi je                              | Gallimard, 1969 ; Folio, 1978                 |
| 我々                   | Nous                                | Gallimard, 1972 ; Folio, 1980                 |
| 要するに               | Somme toute                         | Gallimard, 1976 ; Folio, 1982、サン＝シモン賞 |
| 滞在許可 1977-1982     | Permis de séjour, 1977-1982         | Gallimard, 1983 ; Folio, 1987                 |
| 時の花 1983-1987       | La Fleur du temps, 1983-1987        | Gallimard, 1988 ; Folio, 1992                 |
| 旅人の驚き 1987-1989   | L'Étonnement du voyageur, 1987-1989 | Gallimard, 1990、フランス・キュルチュール賞   |
| 日々の岸辺 1990-1991   | Le Rivage des jours, 1990-1991      | Gallimard, 1992                               |
| 日々の出会い 1992-1993 | Les Rencontres des jours, 1992-1993 | Gallimard, 1995 ; Folio, 1996                 |
| 十字路 1994-1995       | Chemins croisés, 1994-1995          | Gallimard, 1997                               |

### 紀行・ルポルタージュ
| 邦題                     | 原題                                | 書誌情報                                                                                 |
| ------------------------ | ----------------------------------- | ---------------------------------------------------------------------------------------- |
| 蜂起したパリで目を開けて | Les yeux ouverts dans Paris insurgé | René Julliard Sequana, 1944（パリ解放のルポルタージュ）                                  |
| アメリカの鍵             | Clefs pour l’Amérique               | Gallimard, 1949                                                                          |
| フランスの横顔           | La France de profil                 | La Guilde du Livre, 1952（写真：ポール・ストランド）                                     |
| 中国の鏡像               | La Chine dans un miroir             | La Guilde du Livre, 1953（写真：ワーナー・ビショフ、アンリ・カルティエ＝ブレッソンほか） |
| 毛沢東 ― 新中国の鍵      | Clefs pour la Chine                 | Gallimard, 1953                                                                          |
| 旅行記                   | Le Journal des voyages              | Gallimard, 1960                                                                          |
| パリ社交界               | Tout Paris                          | Delpire Éditeur, 1964（写真：アンドレ・マルタン (André Martin)）                         |
| 中国について             | Sur la Chine                        | Gallimard, 1979                                                                          |

### 児童文学
| 邦題                         | 原題                           | 書誌情報                                                                                         |
| ---------------------------- | ------------------------------ | ------------------------------------------------------------------------------------------------ |
| 愚行連発一家                 | La Famille quatre cents coups  | Imprimerie Paul Dupont, 1954                                                                     |
| 母と子                       | Mères et Petits                | La Guilde du Livre / Clairefontaine, 1958（筆名：Fréderic Massy、写真：イーラ）                  |
| 万能機械                     | Les machines à tout faire      | Balland, 1973（挿絵：ジャック・カレルマン）                                                      |
| 飛んでった家                 | La Maison qui s’envole         | Folio Junior, Gallimard Jeunesse, 1977（挿絵：ジョルジュ・ルモワーヌ）                           |
| ぼくらの花リメル、バンザイ！ | C’est le bouquet               | Delpire, 1964, Folio Cadet, Gallimard Jeunesse, 1980（挿絵：アラン・ル・フォル (Alain Le Foll)） |
| 子どもの気まぐれ             | Enfantasques                   | Folio Junior, Gallimard Jeunesse, 1974（挿絵：アンリ・ガルロン）                                 |
| 新子どもの気まぐれ           | Nouvelles Enfantasques         | Folio Junior, Gallimard Jeunesse, 1978                                                           |
| 箴言を齧る                   | Proverbes par tous les bouts   | Gallimard Enfantimages, Gallimard Jeunesse, 1980（挿絵：ジョエル・ブーシェ (Joëlle Bouché)）     |
| もしもねこがしゃべったら…?   | Le chat qui parlait malgré lui | Folio Junior, Gallimard Jeunesse, 1982（挿絵：Willi Glasauer）                                   |
| とても賢い動物たち           | Les Animaux très sagaces       | Folio Cadet, Gallimard Jeunesse, 1983（挿絵：ジョルジュ・ルモワーヌ）                            |
| 詩人クロード・ロワ           | Claude Roy un poète            | Folio Junior Poésie, Gallimard Jeunesse, 1985（紹介文：セルジュ・コステル）                      |
| 不意打ち                     | Les Coups en dessous           | Folio Cadet, Gallimard Jeunesse, 1987（挿絵：ジャクリーヌ・デュエーム）                          |
| 望まれてようこそ             | Désiré Bienvenu                | Folio Junior, Gallimard Jeunesse, 1989                                                           |

### その他
| 邦題                   | 原題                                        | 書誌情報                                            |
| ---------------------- | ------------------------------------------- | --------------------------------------------------- |
| ジェラール・フィリップ | Gérard Philipe                              | Gallimard, 1960（アンヌ・フィリップ共編）           |
| テラコッタの手押し車   | Le Chariot de terre cuite                   | Gallimard, 1969（サンスクリットの戯曲の翻案）       |
| 悪意を抱く者に災いあれ | Honni soit qui mal y pense. Comédie baroque | Gallimard, 1972（ピーター・バーンズの作品の戯曲化） |

### 邦訳
| 邦題                                                  | 書誌情報                                                                                              |
| ----------------------------------------------------- | --- |
| 『アラゴン詩集』                                      | 金子光晴訳『アラゴン詩集』創元社（世界現代詩叢書、第1）1951年（編著）                                 |
| 『シュペルヴィエル詩集』                              | 中村真一郎訳、創元社（世界現代詩叢書、第1）1951年（編著）                                             |
| 『毛沢東 ― 新中国の鍵』                               | 石川湧訳、創元社（創元新書）1953年（評論）                                                            |
| 『スタンダール』                                      | 生島遼一訳、人文書院（永遠の作家叢書）1957年（評論）                                                  |
| 『クレール・けもの・戦争 ― 詩集』                     | 根岸良一、水谷清共訳、国文社（ピポー叢書）1959年（詩集）                                              |
| 「シャトーブリアン、ヴィニー、ユゴー」                | 篠田治一郎訳、『世界文学大系25』筑摩書房、1961年（評論）                                              |
| 『ジュール・シュペルヴィエル』                        | 安藤元雄訳、思潮社（セリ・ポエティク6）1970年（編著）                                                 |
| 『絵画への愛 ― ゴヤ/ピカソの世界』                    | 山口三夫、松原雅典共訳、法政大学出版局（りぶらりあ選書）1974年（評論）                                |
| 「現行犯のギュスターヴ伯父」                          | 清水徹訳、丸谷才一編集『ポケットの本 机の本』（楽しみと冒険10）新潮社、1979年（児童文学）             |
| 『映画よ夢の貴公子よ ― 回想のジェラール・フィリップ』 | 山崎剛太郎訳、早川書房、1984年（アンヌ・フィリップ共編）                                              |
| 『ぼくらの花リメル、バンザイ！』                      | 辻昶訳（絵：滝原章助）旺文社（旺文社創作児童文学）1987年（児童文学）                                  |
| 『おしゃべりねこ』 『もしもねこがしゃべったら…?』     | 野村真理子訳（絵：ちばひろみ）佑学社、1989年（児童文学） 石津ちひろ訳（絵：海谷泰水）長崎出版、2007年 |
| 『バルテュス ― 生涯と作品』 『評伝 バルテュス』       | 與謝野文子訳、河出書房新社、1997年 新版 2014年（評論）                                                |
| 『時の縁りで ― クロード・ロワ詩集』                   | 水谷清訳、舷燈社、2000年（詩集）                                                                      |
| 『暁の暗闇 ― クロード・ロワ詩集』                     | 水谷清訳、舷燈社、2002年（詩集）                                                                      |
| 『忍び跫の詩篇 ― クロード・ロワ詩集』                 | 水谷清訳、舷燈社、2003年（詩集）                                                                      |
| 『飛んでった家』                                      | 石津ちひろ訳（絵：高畠那生）長崎出版、2007年（児童文学）                                              |

## 参考資料
- Grégory Cingal (2015), ROY Claude, Maitron.
- Jérôme Garcin, ROY Claude (1915-1997), Encyclopædia Universalis.
- Antoine de Gaudemar (1997), Claude Roy, fin de séjour. Le poète, romancier, journaliste, est mort à 82 ans, Libération.
- Michel Crépu (1997), Pour Claude Roy, la mort « n'a jamais calomnié la vie », La Croix.